# Разгибатель мизинца
Разгибатель мизинца (лат. Musculus extensor digiti minimi) — мышца предплечья задней группы.
Представляет собой небольшое веретенообразное брюшко, которое располагается непосредственно под кожей в нижней половине тыльной поверхности предплечья между локтевым разгибателем запястья и разгибателем пальцев. Начинается от латерального надмыщелка плечевой кости, фасции предплечья и лучевой коллатеральной связки. Направляясь книзу переходит в сухожилие.
Сухожилие мышцы соединяется с сухожилием разгибателя пальцев, которое идёт к мизинцу, и вместе с ним прикрепляется к основанию дистальной фаланги.

## Функция
Разгибает мизинец.